# Francesco Di Bartolo (pittore)
Francesco Di Bartolo (Catania, 17 gennaio 1826 – Catania, 2 febbraio 1913) è stato un pittore e incisore italiano.

## Biografia

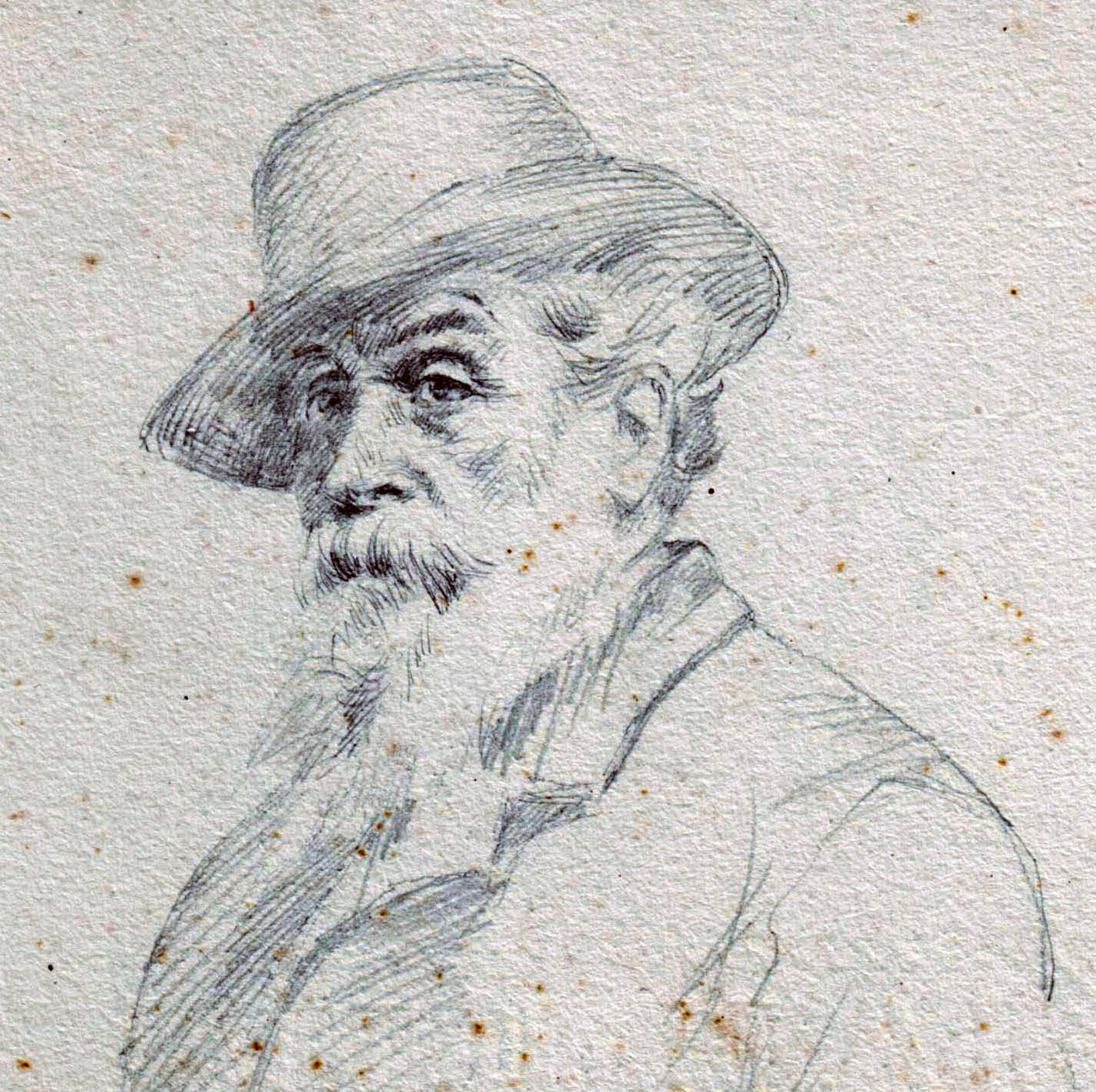
A. Gandolfo, ritratto di Francesco Di Bartolo

Nato dall'avvocato Antonino e da Giuseppina Consoli, compiuti gli studi, mostrò una spiccatissima tendenza per le arti, e la famiglia, seguendone le inclinazioni, lo affidò a diligenti maestri. Formatosi prima alla bottega di Giuseppe Gandolfo a Catania, e poi alla Scuola di belle arti di Napoli diretta da Tommaso Aloisio Iuvara, il Di Bartolo si perfezionò nelle tecniche dell'incisione. La sua produzione calcografica ebbe molti consensi e gli procurò fama sino a ottenere il posto di professore nell'Istituto Reale di Belle Arti di Napoli e la nomina di calcografo regio.
Per le sue opere fu apprezzato in Francia, in Germania, in Inghilterra, in Russia, e le più insigni Accademie lo vollero fra i soci onorari, la società imperiale di Pietroburgo gli conferì speciali onorificenze.
In tutte le Mostre Nazionali e straniere il Di Bartolo faceva figurare le sue splendide acqueforti, conquistando vari premi.
Dall'Istituto Reale di Belle Arti passò alla Direzione della Regia Calcografia dello Stato, e vi rimase fino a quando, per maturità di anni, preferì ritirarsi a Catania, dove gli venne affidata la direzione del Museo Civico, la Presidenza del Consiglio della Scuola d'Arti e Mestieri, fece parte autorevole del Comitato esecutivo della II Esposizione Agricola Siciliana, fu Presidente del Circolo Artistico, e componente di varie commissioni.
Di Bartolo si spense lunedì 2 febbraio 1913, in seguito ad una sincope, intervenuta come complicanza di una broncopolmonite. Aveva ottantasette anni.
prufissuri senza prufissioni, diritturi senza dirizioni, consigghieri senza cunsigghiu, ca si acchiappau una copia di la mia Atlantidi senza rispunniri né schi né scu.»
(Al caro amico Francesco, Mario Rapisardi)

## Opere
Parziale

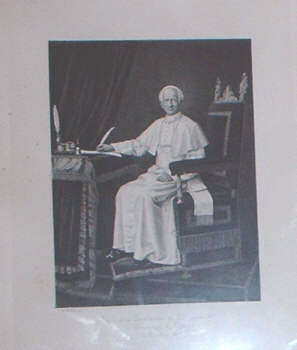
Foto incisione del SS Leone XIII del 1887, donata da Di Bartolo a Francesco Paolo Frontini

- Gli iconoclasti, riproduzione ad acquaforte del quadro del Morelli.
- Gli animali, riproduzione dal Polizzi.
- La Madonna delle Grazie di Murillo,
- La Madonna delle Arpìe, di Andrea del Sarto (opere di bulino).
- Sant'Agata, disegno.
- Amor sacro e amor profano, incisione.
- La Regina Margherita di Savoia, incisione.
- S. M. Vittorio Emanuele III, incisione.
- Carcerati politici, incisione.
- Le sirene.
- Una contadina.
- Testa di gatto.
- Frutta.
- Ritratti di Tommaseo, Cavour, Ussi, Altamura, Palizzi, Morelli, Dusmet.
- Disegni; Vacca e capre, bue e vacca, testa di cane, un asinello.

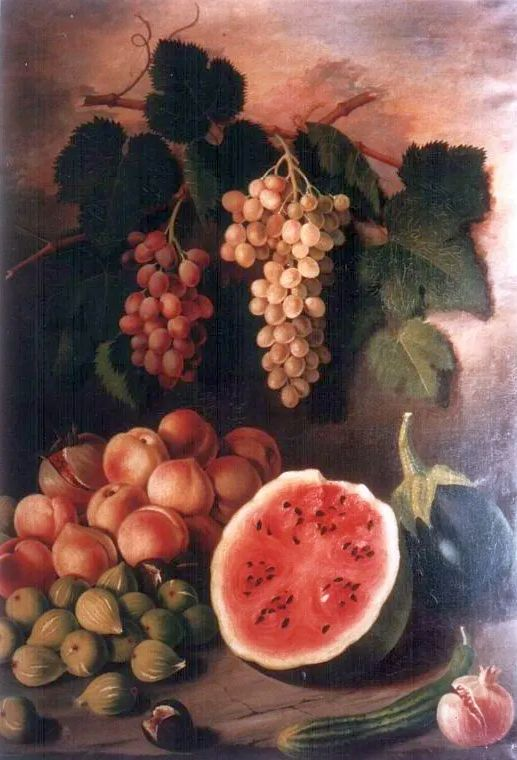
Frutta